# Joseph Kleutgen
Joseph (albo Josef) Wilhelm Karl Kleutgen SJ (ur. 9 kwietnia 1811, zm. 13 stycznia 1883) – niemiecki filozof i teolog katolicki.

## Życiorys
Studiował filologię na uniwersytecie w Monachium. 28 kwietnia 1834 wstąpił do Towarzystwa Jezusowego. Po święceniach kapłańskich w 1837 przez dwa lata był profesorem etyki we Fryburgu w Szwajcarii. W 1843 został mianowany profesorem świętej wymowy w Kolegium Niemieckim w Rzymie. W latach 1843–1856 był zastępcą sekretarza generalnego jezuitów, sekretarzem (1856–62) oraz  konsultantem Kongregacji Indeksu i współpracownikiem w przygotowaniu Konstytucji De fide Catholica Soboru Watykańskiego. Skomponował pierwszy projekt encykliki Aeterni Patris papieża Leona XIII o scholastyce w 1879.

## Wybrane publikacje
- "Die alten und die neuen Schulen" (Mainz, 1846, Münster, 1869);
- "Ueber den Glauben an das Wunderbare" (Münster, 1846);
- "Ars dicendi" (Rome, 1847; Turin, 1903);
- "Die Theologie der Vorzeit" (3 vols., Münster, 1853-60, 5 vols., 1867-74);
- "Leben frommer Diener und Dienerinnen Gottes" (Münster, 1869);
- "Die Philosophie der Vorzeit" (2 vols., Münster, 1860-3; Innsbruck, 1878), translated into French and Italian;
- "Die Verurteilung des Ontologismus" (Münster, 1868); transIated into French and Italian;
- "Zu meiner Rechtfertigung" (Münster, 1868);
- "Vom intellectus agens und den angeborenen Ideen";
- "Zur Lehre vom Glauben" (Münster, 1875);
- "Die Ideale und ihre wahre Verwirklichung" (Frankfurt, 1868);
- "Ueber die Wunsche, Befurehtungen und Hoffnungen in Betreff der bevorstehenden Kirehenversammlung" (Münster, 1869);
- "Briefe aus Rom" (Münster, 1869);
- "Predigten" (Regenbburg, 1872; 2 vols., 1880-5);
- "Die oberste Lehrgewalt des römischen Bischofs" (Trier, 1870);
- "De ipso Deo" (Ratisbon, 1881);
- "Das evangelium des heiligen Matthäus" (Freiburg, 1882).